# Chotěbudice
Chotěbudice (in tedesco Drei Eichen) è un comune della Repubblica Ceca facente parte del distretto di Třebíč, nella regione di Vysočina.